# Astragalus schizotropis
Astragalus schizotropis är en ärtväxtart som beskrevs av Svante Samuel Murbeck. Astragalus schizotropis ingår i släktet vedlar, och familjen ärtväxter. Inga underarter finns listade i Catalogue of Life.